# Zygodowice
Zygodowice est une localité polonaise de la gmina de Tomice, située dans le powiat de Wadowice en voïvodie de Petite-Pologne.